# آنیا آیشهورست
آنیا آیشهورست (به انگلیسی: Anja Eichhorst) (زادهٔ ۱۹۷۱) شناگر اهل آلمان است.